# 亞歷杭德羅·波索
亞歷杭德羅·波索·波索（西班牙語：Alejandro Pozo Pozo；1999年2月22日—），西班牙足球運動員，現在效力於西甲球會阿爾梅里亞，司職翼鋒。

## 俱樂部生涯
自幼出生在塞維利亞的波索。2016-17賽季，塞維利亞競技升入西乙聯賽，當時在B隊的波索17歲就上演了職業生涯首秀，並在當年10月份就打進自己職業聯賽的首球。不過塞維利亞B隊實力有限，最終在2017-18賽季還是從西乙降級，然而他的表現吸引了同在西乙的格拉納達的注意。
在格拉納達出場30次，貢獻4球，幫助球隊重返西甲後，他重回西維爾，並與球隊續約至2023年。 2020年冬季轉會窗，他被租借到西甲升班球隊馬略卡。

## 外部連結
- Alejandro Pozo在BDFutbol中的档案
- Alejandro Pozo－UEFA國際賽競賽紀錄
- Soccerway資料庫：Alejandro Pozo